# Liste der Naturdenkmale in Insul
Die Liste der Naturdenkmale in Insul nennt die im Gemeindegebiet von Insul ausgewiesenen Naturdenkmale (Stand 14. Februar 2024).

## Naturdenkmale
| Nr.         | Bezeichnung           | Lage                                | Beschreibung              | Bild            |
| ----------- | --------------------- | ----------------------------------- | ------------------------- | --------------- |
| ND-7131-375 | Felspartie Prümer Tor | westlich des Ortes an der L 73 Lage | Felseinschnitt an der Ahr | Fotos hochladen |